# Hippolyte Hentgen
Pour les articles homonymes, voir Hippolyte.
Hippolyte Hentgen est un duo d’artistes françaises composé de Gaëlle Hippolyte (° 1977-  ) Lina Hentgen (° 1980-  ).

## Biographie
Gaëlle Hippolyte et Lina Hentgen ont chacune étudié à la Villa Arson entre 1998 et 2006 et se sont rencontrées pour la première fois à Paris.
De leur rencontre est née leur collaboration, elles partagent  un atelier et dessinent à quatre mains sans réaliser de distinction d’autrice.
En associant leurs deux noms les artistes créent un personnage de fiction, interrogeant la notion d’autrice. Hippolyte Hentgen forme une troisième autrice à quatre main fusion de deux identités. Le duo raconte être surpris par ce qu’elles créent, elles seraient comme spectatrices de l’œuvre, ressentant un détachement par rapport à leur création.
Hippolyte Hentgen utilise principalement le dessin qu’elles déclinent de diverses manières, notamment en installation. Le dessin détient selon elles une notion transcendantale.
Elles s’approprient et utilisent les codes de la bande dessinée et du dessin de presse, et investissent l’imagerie populaire. Elles utilisent toujours un document comme trame de fond, sur lequel elles dessinent et peignent directement, ou duquel elles s’inspirent.
Hippolyte Hentgen ont créé un univers fantasque et burlesque dans lequel faune, flore et êtres humains se mélangent. Elles se réfèrent aussi aux dessins issus de l’industrialisation et de la mécanisation des images. Il s’agit pour elles poser la question de l’héritage artistique et souhaitent mettre en rapport différents univers.
Le duo réalise également des sculptures, en volume elles travaillent également par collage : la série des Vallauris (2014) est réalisée par assemblage et croisement de plusieurs objets existants.

En 2011, les artistes ont créé un spectacle muet et silencieux intitulé Les Géomètres dans lequel deux comédiens et une danseuse manipulent des formes géométriques et s’arrêtent afin de ponctuer leurs mouvements, créant ainsi des arrêts sur image. 
« La façon dont nous nous saisissions de ces références au début de notre collaboration était assez intuitive et affective. Pour le dire simplement, nous dessinions les formes de notre époque et ce, depuis notre enfance, vécue au sein de la classe moyenne : posters, dessins animés, packagings, motifs de vêtements des années 1980-90 mais aussi détails d’œuvres d’art importantes pour nous. L’objectif premier était de mettre en place dans l’atelier une pratique du dessin qui soit continue, qui se calque en quelque sorte sur les autres activités quotidiennes. Ce sont les longues heures de dessin sans intention de figurer quoi que ce soit de précis qui ont fait inconsciemment apparaître ces bonhommes sans qualité, vieux souvenirs et finalement presque autoportraits. »

## Expositions personnelles
- 2017 : Printemps à Coconino, CAC La Traverse, Alfortville (FR)
- 2016 : L’ Ève Future, cur. Judith Quentel, École des Beaux- Arts, Saint-Brieuc (FR)
- 2015 : Cyclo, Musée de l’abbaye de Sainte-Croix, Les Sables d’Olonne (FR)
- 2015 : The Hound and the Rabbit, La V.R.A.C., Millau (FR)
- 2015 : Classons les peignes par le nombre de leurs dents, Festival Hors-pistes, MNAM Centre Pompidou, Paris (FR)
- 2015 : La Part volée, les arts au mur, Artothèque de Pessac, Pessac (FR)
- 2014 : Rue Chapon, Semiose galerie, Paris (FR)
- 2014 : Tangram, Zebra 3, Bordeaux (FR)
- 2014 : Vitrine du Plateau, FRAC Ile-de-France, Paris (FR)
- 2014 : Dans son coin un camélia sent la présence d’un prunier, ArtCade, Marseille (FR)
- 2013 : How sad how lovely, Pavillon Carré de Baudoin, Paris (FR)
- 2013 : Seconde main, Chapelle du Genêteil, Château Gontier (FR)
- 2013 : Night Sound[7], 40mcube, Rennes (FR)
- 2012 : Chambre rose, Chambre grise, Semiose galerie, Paris (FR)
- 2012 : Les cousines, avec Jean-Luc Verna, galerie Iconoscope, Montpellier (FR)
- 2011 : Loin du Centre, Espace Kugler, Genève (CH)
- 2011 : Sans frayeur dans ce bois, Performance mise en scène Emilie Rousset, Musée du MAC/VAL, Vitry-sur- Seine (FR)
- 2010 : De l’obscurité à midi, Tripode, Rezé (FR)
- 2010 : Insomnia, galerie Edouard Manet de Gennevilliers (FR)
- 2010 : Les Solitaires, Semiose galerie, Paris (FR)
- 2010 : Les Ritournelles, Centre d’art Le Parvis, Ibos (FR)
- 2009 : Mass Romantic, Le Parvis, Ibos (FR)
- 2009 : Cataclysme dans le Jardin, Galerie A, Nice (FR)
- 2008 : Strange Machine We are, Point Ephémère, Paris (FR)
- 2008 : Space Opera, Vitrine de la Galerie Fréderic Giroux, Paris (FR)

## Prix
- 2018 : Lauréat Villa Kujoyama[8]